# Marie-France Boyer
Marie-France Boyer (* 22. April 1938 in Marseille) ist eine französische Schauspielerin, Sängerin und Autorin mehrerer international veröffentlichter Sachbücher zu unterschiedlichen Themen. Von 1959 bis 1976 trat sie in mehr als einem Dutzend Kinofilmen und einigen Fernsehserien auf.

## Karriere
Zu den Regisseuren und Filmemachern, die sie engagierten, gehörten u. a. François Villiers, Henri Verneuil, Agnès Varda, Riccardo Freda und Gilles Grangier.
Deutsche Zuschauer lernten sie insbesondere durch die weibliche Hauptrolle in der Fernsehserie Quentin Durward kennen. Dort war sie in der Rolle der Isabelle de Croye ein Streitobjekt zwischen dem Herzog von Burgund und dem König von Frankreich. Isabelles Schönheit und Persönlichkeit motivieren den Protagonisten dazu, sich selbst zu übertreffen. Wenn ihm in der letzten Folge hohe Positionen an beiden Höfen angeboten werden, lehnt er beide Angebote ab, denn er lebt lieber am Hof und an der Seite der von ihr gespielten Isabelle de Croye.
1967 wirkte sie bei Probeaufnahmen mit, bei denen der neue Hauptdarsteller für die Figur des James Bond zum Film Im Geheimdienst Ihrer Majestät gesucht wurde.

## Filmografie (Auswahl)
- 1959: Grüne Ernte (La verte moisson)
- 1964: Dünkirchen, 2. Juni 1940 (Week-end à Zuydcoote)
- 1964: Les Baisers
- 1965: Glück aus dem Blickwinkel des Mannes (Le bonheur)
- 1965: Gelegenheitskauf (La Bonne Occase)
- 1966: L’Inconnu de Shandigor
- 1966: Roger la honte
- 1967: Die Unbekannte (L'Étrangère)
- 1967: Wechsel auf das Glück (Jeudi on chantera comme dimanche)
- 1970: Der Mann, der die Frauen beherrschte (The Man Who Had Power Over Woman)
- 1971: Quentin Durward
- 1969: Une fille nommée Amour
- 1970: Piège blond
- 1976: Apache Woman (Una Donna Chiamata Apache)